# 林沙锥
林沙锥（学名：Gallinago nemoricola）为鹬科沙锥属的鸟类。在中国大陆，分布于云南等地。该物种的模式产地在尼泊尔。

## 特征
林沙锥体重约167.67克，翼长约135毫米，嘴峰长约71.4毫米，喙宽度约6.1毫米，喙厚度约8.9毫米，跗蹠长约34.4毫米，尾长约53.8毫米。林沙锥是候鸟，其栖息在开放的高大树木组成的森林中，食性为肉食性，主要食物来源是水生动物。

## 分布
繁殖于喜马拉雅山脉和西藏；在印度和东南亚地区越冬。